# Saucerottia cyanifrons
La amazilia capiazul diamante de frente azul, amazilia frentiazul,  o amazilia gorriazul  (Amazilia cyanifrons), es una especie de ave apodiforme de la familia Trochilidae —los colibríes— perteneciente al numeroso género  Saucerottia, anteriormente incluida en el género  Amazilia . Es endémica de Colombia.

## Distribución y hábitat
Se distribuye del norte al centro de Colombia (Norte de Santander, valle del Magdalena, alto valle del Cauca).
Esta especie es considerada de poco común a localmente común en sus hábitats naturales: los bordes del bosque húmedo subtropical, así como hábitats más secos y abiertos con arbustos; también se encuentra en plantaciones y jardines. Más común entre los 1000  y los 2000 m de altitud, pero desciende hasta los 400 m en la temporada reproductiva; rara vez llega hasta los 3000 m.

## Descripción
En promedio mide 9,1 cm de longitud. El pico alcanza 18 mm de largo y es negro arriba y rojo en la mandíbula. En el macho la corona es de color azul índigo intenso; el dorso es verde brillante, volviéndose bronce cobrizo hacia la grupa; el pecho y el vientre son verde brillante; presenta mechones blancos sobre las patas. La hembra es menos brillante.

## Sistemática

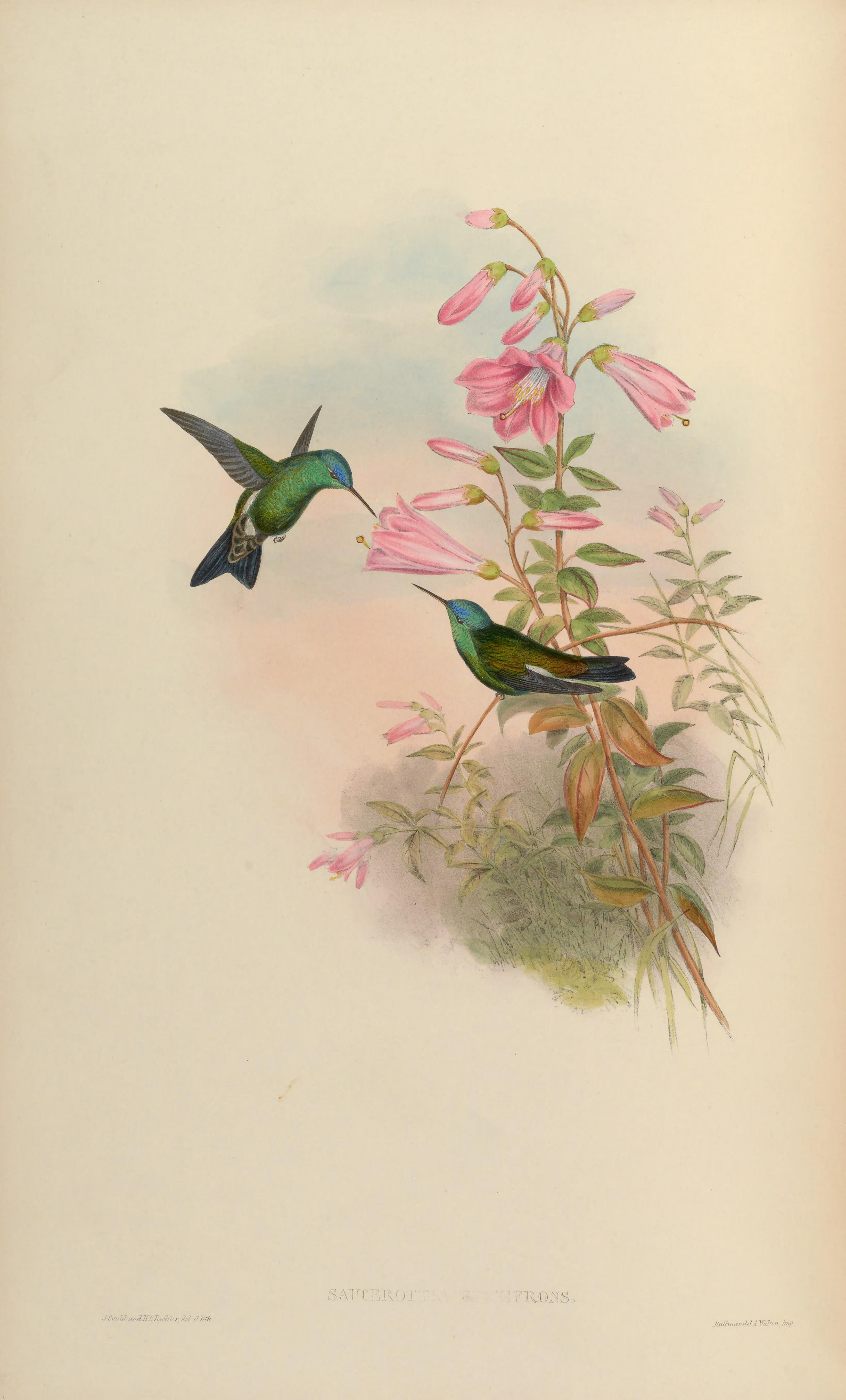
Saucerottia cyanifrons, ilustración de Gould y Richter en A monograph of the Trochilidae, or family of humming-birds 5, 1861.

### Descripción original
La especie S. cyanifrons fue descrita por primera vez por el ornitólogo francés Jules Bourcier en 1843 bajo el nombre científico Trochilus cyanifrons; la localidad tipo es «Ibagué, Colombia».

### Etimología
El nombre genérico femenino Saucerottia fue tomado del nombre específico Trochilus saucerrottei, que por su vez conmemora al médico y ornitólogo francés Antoine Constant Saucerotte (1805–1884); y el nombre de la especie «cyanifrons» se compone de las palabras del latín «cyaneus» que significa ‘azul oscuro’ y «frons» que significa ‘frente’.

### Taxonomía
La presente especie junto a un grupo de otras diez especies fueron tradicionalmente incluidas en el género Amazilia. En el año 1999, ya se propuso la separación en los géneros resucitados Agyrtria y otras en Saucerottia, principalmente con base en características morfológicas y de plumaje, pero esta tesis no fue adoptada por las mayoría de las clasificaciones por falta de mejores evidencias. Una serie de estudios filogenéticos que culminaron con el estudio de McGuire et al. (2014) confirmaron que el género Amazilia era altamente polifilético. En la clasificación propuesta para resolver la polifilia del género, Stiles et al. (2017) reafirmaron la resurrección del género Saucerottia para este grupo de especies, lo que fue reconocido por el Comité de Clasificación de Sudamérica (SACC) en la Propuesta N.º 781.
Las clasificaciones Birdlife International (BLI) y Aves del Mundo (HBW) continúan a tratar a la presente especie en el género Amazilia.

### Saucerottia cyanifrons alfaroana
Una forma de colibrí de capa azul turquesa del volcán Miravalles, en Costa Rica, denominada colibrí de Alfaro, de la cual solamente se obtuvo un espécimen, y que parece haberse extinguido, podría representar una subespecie de A. cyanifrons. Algunos expertos la clasifican como una especie diferente, Amazilia alfaroana Underwood, 1896, pero incluso, no se descarta que pueda tratarse de un híbrido de S. saucerottei y S. cyanifrons. Con excepción de las clasificaciones Birdlife International (BLI) y Aves del Mundo (HBW) que la reconocen como válida con base en las observaciones de Kirwan & Collar (2016), y la listan como críticamente amenazada de extinción, la mayoría de las clasificaciones la consideran inválida.